# Чокур (Нижнегорский район)
Чоку́р (укр. Чокур, крымскотат. Çuqur, Чукъур) — исчезнувшее село в Нижнегорском районе Республики Крым, располагавшееся на востоке центральной части района, в степном Крыму, примерно в 1,5 км к востоку от современного села Новоивановка.

## История
Первое документальное упоминание села встречается в Камеральном Описании Крыма… 1784 года, судя по которому, в последний период Крымского ханства Чевгер входил в Кучук Карасовский кадылык Карасъбазарскаго каймаканства. После присоединения Крыма к России (8) 19 апреля 1783 года, (8) 19 февраля 1784 года, именным указом Екатерины II сенату, на территории бывшего Крымского Ханства была образована Таврическая область и деревня была приписана к Левкопольскому, а после ликвидации в 1787 году Левкопольского — к Феодосийскому уезду Таврической области. После Павловских реформ, с 1796 по 1802 год, входила в Акмечетский уезд Новороссийской губернии. По новому административному делению, после создания 8 (20) октября 1802 года Таврической губернии, Чокур был включён в состав Урускоджинской волости Феодосийского уезда.
По Ведомости о числе селении, названиях оных, в них дворов… состоящих в Феодосийском уезде от 14 октября 1805 года , в деревне Шокура числилось 5 дворов и 29 жителей. На военно-топографической карте генерал-майора Мухина 1817 года деревня Шокур обозначена также с 5 дворами. После реформы волостного деления 1829 года Чокур, согласно «Ведомости о казённых волостях Таврической губернии 1829 года», отнесли к Бурюкской волости (переименованной из Урускоджинской). На карте 1836 года в деревне 5 дворов, а на карте 1842 года Чокур обозначен условным знаком «малая деревня», то есть, менее 5 дворов.
В 1860-х годах, после земской реформы Александра II, деревню приписали к Шейих-Монахской волости. Согласно «Списку населённых мест Таврической губернии по сведениям 1864 года», составленному по результатам VIII ревизии 1864 года, Крымча и Чокур — одна владельческая татарская деревня (но состоящая на картах из 2 участков) с 25 дворами, 162 жителями и мечетью при колодцах. А по «Памятной книжке Таврической губернии за 1867 год», деревня Чокур была покинута жителями в 1860—1864 годах, в результате эмиграции крымских татар, особенно массовой после Крымской войны 1853—1856 годов, в Турцию и оставалась в развалинах. Если на карте Шуберта 1865 года деревня ещё обозначена, то на карте с корректурой 1876 года — безымянные развалины.
Вновь деревня встречается в «…Памятной книжке Таврической губернии на 1892 год», согласно которой в безземельной деревне Чокур Андреевской волости, не входившей ни в одно сельское общество, было 11 жителей, у которых домохозяйств не числилось. В дальнейшем в доступных источниках не встречается.